# L'ospite di una notte
L'ospite di una notte è un film del 1939  diretto da Giuseppe Guarino.

## Produzione
Da un'idea di Giuseppe Guarino, il film fu prodotto da Ettore Catalucci per la Catalucci Film di Roma, diretto dallo stesso autore, girato all'interno degli stabilimenti Titanus della  Farnesina, la pellicola uscì in prima nazionale il 20 giugno 1939, ma ebbe scarso successo e diffusione.